# حاجی‌عثمان (متروی استانبول)
حاجی‌عثمان (انگلیسی: Hacıosman) یکی از ایستگاه‌های خط ام۲، متروی استانبول است.
این ایستگاه که در جنوب منطقه ساری‌یر در خیابان تارابیا بایری قرار دارد در سال ۲۰۱۱ تأسیس شده‌است.